# Pristina (Gattung)
Pristina ist eine Gattung von Ringelwürmern in der Familie Naididae. Die Gattung umfasst 21 Arten und ist weltweit verbreitet.

## Körperbau
Pristina sind Wenigborster mit ungefähr 15 bis 120 Segmenten und einer Körperlänge von 2 bis 20 mm. Die Borsten (Chaetae) an Bauch und Rücken können je nach Art einzeln oder in Bündeln vorkommen, ausgebildet als Haarborsten oder mit geteilten Spitzen als Haken oder gerader Form. Die Bauchborsten beginnen meistens am zweiten Segment, der Magen zwischen dem sechsten und achten Segment.

## Lebensweise
Arten von Pristina leben aquatil oder als Teil der Bodenfauna, dabei treten die aquatischen Arten nicht nur in moorigen stehenden Gewässern auf, sondern auch in fließenden Gewässern mit wenig organischem Material. Die Würmer sind herbivor und detritivor. Wie die anderen Gattungen der Naidinae können sich die Pristina geschlechtlich und ungeschlechtlich fortpflanzen.

## Systematik
Die Gattung Pristina ist näher mit den Gattungen Ainudrilus, Epirodrilus, Monopylephorus und Rhyacodrilus aus der Unterfamilie Rhyacodrilinae verwandt als mit den übrigen Mitgliedern der Unterfamilie Naidinae. Daher ist diese Unterfamilie nicht als monophyletisch anzusehen, da Pristina entweder aus den Naidinae ausgegliedert und in die Rhyacodrilinae gestellt werden oder umgekehrt die verwandten Gattungen in die Unterfamilie Naidinae kommen müssten.
Pristina besteht aus 21 Arten:
- Unterfamilie Naidinae
  - Gattung Pristina
    - Art Pristina acuminata
    - Art Pristina aequiseta
    - Art Pristina americana
    - Art Pristina bilobata
    - Art Pristina breviseta
    - Art Pristina equiseta
    - Art Pristina evelinae
    - Art Pristina foreli
    - Art Pristina idrensis
    - Art Pristina leidyi
    - Art Pristina longidentata
    - Art Schnauzenwürmchen (Pristina longiseta)
    - Art Pristina longisoma
    - Art Pristina menoni
    - Art Pristina notopora
    - Art Pristina osborni
    - Art Pristina plumaseta
    - Art Pristina proboscidea
    - Art Pristina schmiederi
    - Art Pristina sima
    - Art Pristina synclites